# Amalgamare
Amalgamarea este un proces tehnologic utilizat în industria minieră pentru extragerea aurului și a argintului din minereuri, cu ajutorul mercurului. La ora actuală, aurul este extras predominant pe plan mondial prin cianurare. Procedura extragerii argintului a fost utilizată pe scara largă, de la 1609 până la sec. al XIX-lea, când s-a decis renunțarea la ea. 